# Lété (otok)
Lété je otok na rijeci Niger, oko 40 km od grada Gaya u Nigeru. Dug je oko 16 km, a širok 4 km. Zajedno s drugim manjim otocima u rijeci Niger, bio je glavni predmet teritorijalnog spora između Nigera i Benina, koji je započeo dok su ta dva entiteta još bila pod francuskom vlašću. Otok, kao i sezonski poplavljena zemlja oko njega, vrijedan je za polunomadske stočare Puel kao pašnjak za sušnu sezonu.
Niger i Benin zamalo su zaratili oko svoje granice 1963., ali su konačno odlučili riješiti spor mirnim putem. Početkom 1990-ih, zajedničko povjerenstvo za razgraničenje imalo je zadatak riješiti to pitanje, ali nije moglo postići dogovor. Godine 2001. dvije su strane odlučile da Međunarodni sud pravde donese konačnu odluku o tom pitanju. Sud je 2005. presudio u korist Nigera.

## Vanjske poveznice
|  | Zajednički poslužitelj ima još gradiva o temi Lété (otok) |